# قوری

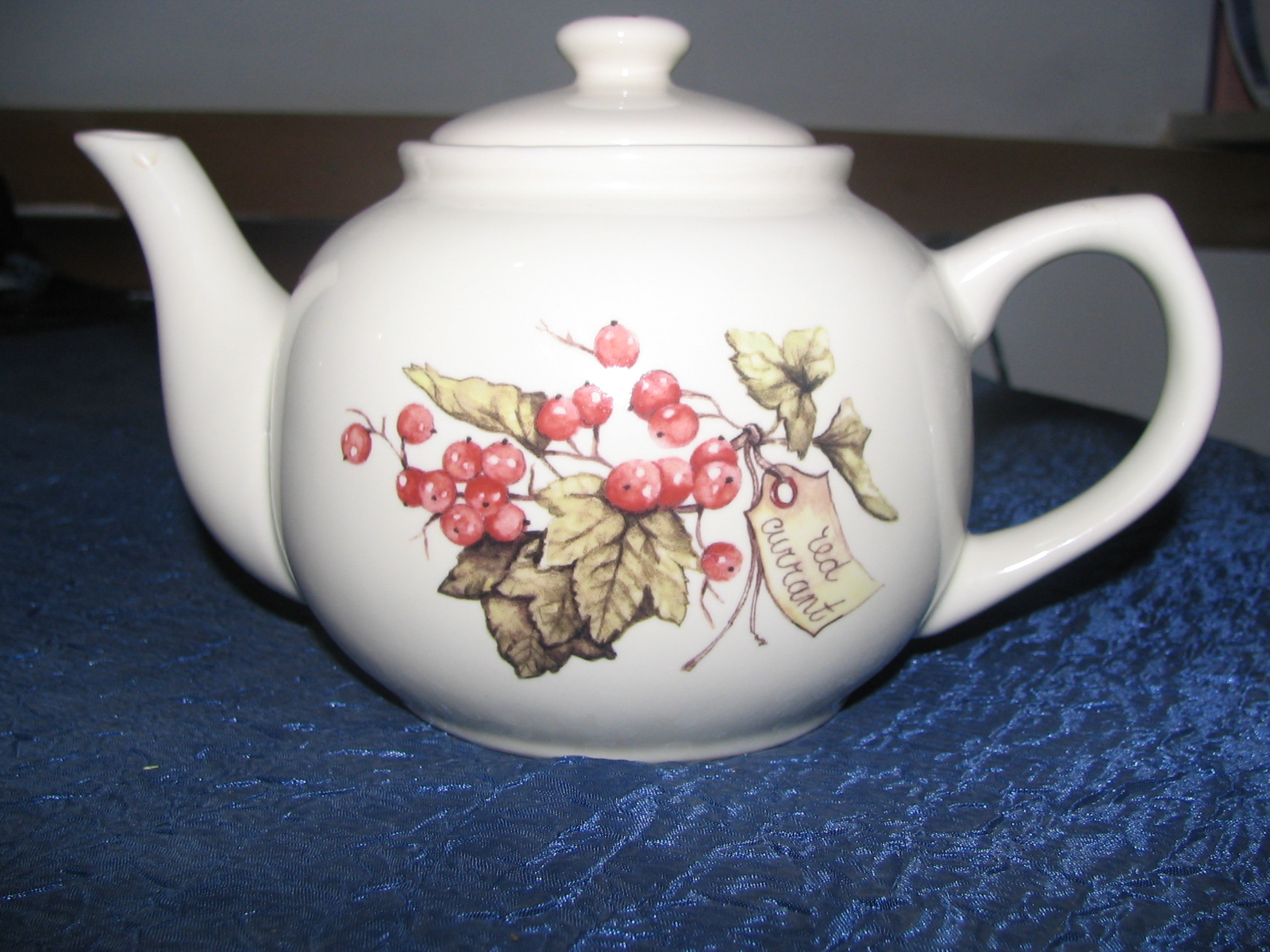
قوری چینی

قوری یا در فارسی افغانستان  و تاجیکستان چاینک ظرفی است لوله‌دار که برای دم کردن چای و دیگر نوشیدنی‌های گیاهی به کار می‌رود. معمولاً قوری‌ها یک در اصلی دارند که از بالا باز شده و از طریق این در، چای خشک یا چای کیسه‌ای و آب جوش به قوری افزوده می‌شود. علاوه بر آن قوری‌ها دارای دسته‌ای برای در در کنار و یک لوله برای ریختن چای هستند. بعضی از قوری‌ها دارای یک سوراخ کوچک برای تنظیم فشار هوا و خروج بخار در قسمت فوقانی خود می‌باشند.

## تاریخچه
قوری‌ها احتمالاً منشأ چینی داشته‌اند و از این کشور به سراسر جهان راه یافته‌اند. در سال ۱۶۱۰، بازرگانان هلندی برای نخستین بار قوری‌هایی را با خود از چین به اروپا برده‌اند؛ ولی از فراگیر شدن چای در ایران به دست کاشف‌السلطنه بیش از یکصد سال نمی‌گذرد.